# Copelatus luteocinctus
Copelatus luteocinctus är en skalbaggsart som beskrevs av Guignot 1955. Copelatus luteocinctus ingår i släktet Copelatus och familjen dykare. Inga underarter finns listade i Catalogue of Life.